# Ричмонд Хил
Ричмонд Хил (енгл. Richmond Hill) је градић у Канади у покрајини Онтарио. Према резултатима пописа 2011. у граду је живело 185.541 становника.

## Становништво
Према резултатима пописа становништва из 2011. у граду је живело 185.541 становника, што је за 14,0% више у односу на попис из 2006. када је регистровано 162.704 житеља.
| 2006.   | 2011.   |
| ------- | ------- |
| 162.704 | 185.541 |